# Kim Stanley Robinson

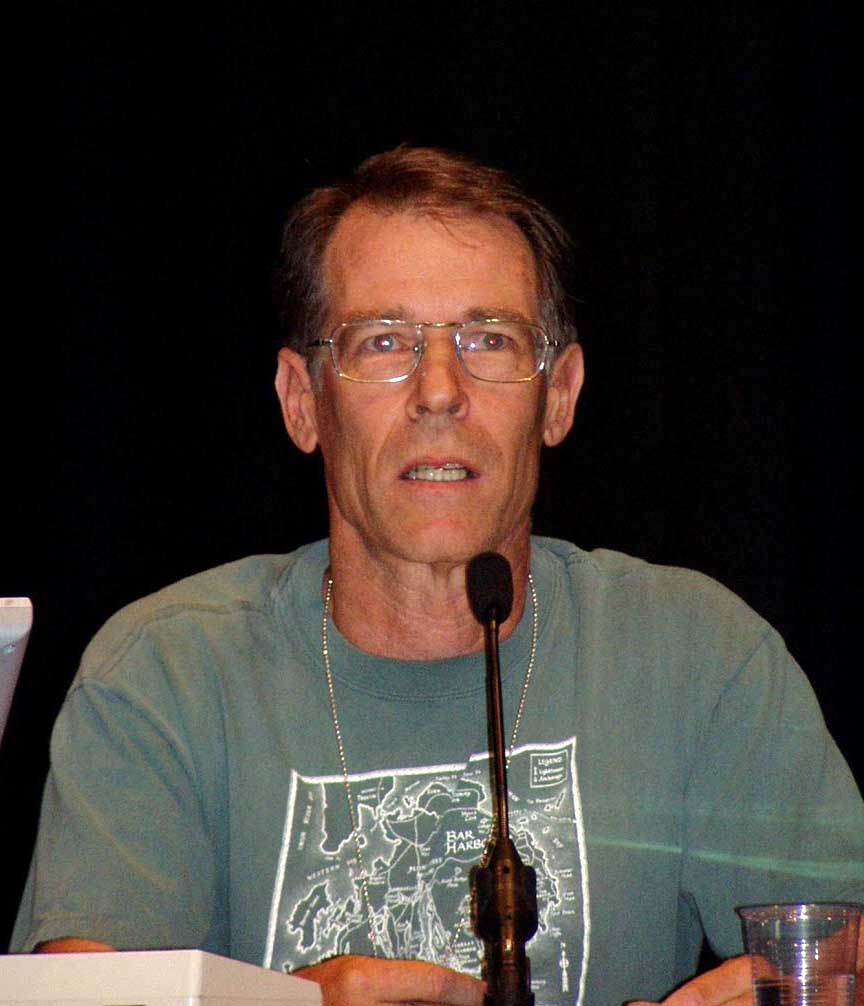
Kim Stanley Robinson in 2005

Kim Stanley Robinson (Waukegan (Illinois), 23 maart 1952) is een Amerikaanse sciencefictionschrijver. Hij is beroemd geworden met zijn Mars-trilogie, een voorbeeld van harde SF.

## Biografie
In 1982 promoveerde Robinson in literatuurwetenschap met een dissertatie over het werk van Philip K Dick. Hij doceerde aan verschillende universiteiten en wijdde zich vanaf 1988 geheel aan het schrijverswerk.
Het lukte Robinson in zijn werken steeds beter een humanistische invalshoek te combineren met harde SF-elementen. Vrijwel alle romans hebben een ecologische component; duurzaamheid is een van zijn primaire thema's. Zo wordt in de Mars-trilogie overtuigend de technologie beschreven om een hele planeet levensvatbaar te maken. Tegelijkertijd vormen maatschappelijke samenlevingsvormen op zo'n nieuw gekoloniseerde planeet een belangrijk thema, waarbij socialistische en utopische ideeën een voorname plaats innemen. Zijn werk portretteert vaak personages die worstelen om de wereld om hen heen te behouden en te verbeteren in een omgeving die wordt gekenmerkt door individualisme en ondernemerschap, vaak geconfronteerd met het politieke en economische autoritarisme van de macht van het bedrijfsleven in deze omgeving. Robinson is beschreven als anti-kapitalistisch, en zijn werk portretteert vaak een vorm van grenskapitalisme dat egalitaire idealen promoot die sterk lijken op socialistische systemen, maar geconfronteerd wordt met een kapitalisme dat in stand wordt gehouden door diepgewortelde hegemonische bedrijven.

## Belangrijkste prijzen
Hugo Awards
- Green Mars  (1994) - novel
- Blue Mars  (1997) - novel

Nebula Awards
- The Blind Geometer (1988) - novella
- Red Mars  (1994) - novel
- 2312 (2013) - novel

Locus Awards
- The Wild Shore (1985) - first novel
- A Short, Sharp Shock (1991) - novella
- Green Mars  (1994) - SF novel
- Blue Mars  (1997) - SF novel
- The Martians (2000) - collection
- The Years of Rice and Salt (2003) - SF novel

World Fantasy Award
- Black Air (1984) - novella

Campbell Memorial Award
- Pacific Edge (1991)

BSFA Award
- Red Mars  (1993) - novel

Robert A. Heinlein Award
- Volledig werk (2016)

Arthur C. Clarke Award
- Volledig werk (2018)